# Danh sách tích phân
Tích phân là một trong hai phép toán cơ bản của toán học vi tích phân, phép toán kia là vi phân.
Bài viết này liệt kê những tích phân bất định (nguyên hàm) thường gặp nhất.
Các bảng nguyên hàm thường hữu ích trong quá trình tính toán tích phân, mặc dù hiện nay vai trò của chúng mất đi phần nào với sự xuất hiện của các công cụ tính toán tích phân bằng máy tính.
Mỗi hàm nếu có nguyên hàm thì có vô số các nguyên hàm, khác nhau bởi hằng số C, gọi là hằng số tích phân. Giá trị của C có thể xác định nếu biết giá trị của tích phân tại một điểm nào đó.

## Quy tắc tính tích phân
{\displaystyle \int [f(x)+g(x)]\,dx=\int f(x)\,dx+\int g(x)\,dx}

## Tích phân các hàm cơ bản

### Hàm phân thức
{\displaystyle ~\int \!0\,dx=C} (nguyên hàm của 0 là hằng số; tích phân xác định của 0 lấy trong bất kì khoảng nào thì bằng 0)
{\displaystyle ~\int \!a\,dx=ax+C}
{\displaystyle ~\int \!x^{n}\,dx={\begin{cases}{\frac {x^{n+1}}{n+1}}+C,&n\neq -1\\\ln \left|x\right|+C,&n=-1\end{cases}}}
{\displaystyle \int \!{dx \over {a^{2}+x^{2}}}={1 \over a}\,\operatorname {arctg} \,{\frac {x}{a}}+C=-{1 \over a}\,\operatorname {arcctg} \,{\frac {x}{a}}+C}
Lấy đạo hàm vế phải:
{\displaystyle \int \!{dx \over {x^{2}-a^{2}}}={1 \over 2a}\ln \left|{x-a \over {x+a}}\right|+C}

### Lôgarit
{\displaystyle \int \!\ln {x}\,dx=x\ln {x}-x+C}
{\displaystyle \int {\frac {dx}{x\ln x}}=\ln |\ln x|+C}
{\displaystyle \int \!\log _{b}{x}\,dx=x\log _{b}{x}-x\log _{b}{e}+C=x{\frac {\ln {x}-1}{\ln b}}+C}

### Hàm mũ
{\displaystyle \int \!e^{x}\,dx=e^{x}+C}
{\displaystyle \int \!a^{x}\,dx={\frac {a^{x}}{\ln {a}}}+C}

### Hàm vô tỉ
{\displaystyle \int \!{dx \over {\sqrt {a^{2}-x^{2}}}}=\arcsin {x \over a}+C}
{\displaystyle \int \!{-dx \over {\sqrt {a^{2}-x^{2}}}}=\arccos {x \over a}+C}
{\displaystyle \int \!{dx \over x{\sqrt {x^{2}-a^{2}}}}={1 \over a}\,\operatorname {arcsec} \,{|x| \over a}+C}
{\displaystyle \int \!{dx \over {\sqrt {x^{2}\pm a^{2}}}}=\ln \left|{x+{\sqrt {x^{2}\pm a^{2}}}}\right|+C} («длинный логарифм»:«logarit vô tỷ»)

### Hàm lượng giác
{\displaystyle \int \!\sin {x}\,dx=-\cos {x}+C}
{\displaystyle \int \!\cos {x}\,dx=\sin {x}+C}
{\displaystyle \int \!\operatorname {tg} \,{x}\,dx=-\ln {\left|\cos {x}\right|}+C}
{\displaystyle \int \!\operatorname {ctg} \,{x}\,dx=\ln {\left|\sin {x}\right|}+C}
{\displaystyle \int \!\operatorname {tg} \,{x}\,dx=\int {\frac {\sin x}{\cos x}}dx=-\int {\frac {d(\cos x)}{\cos x}}=-\ln |\cos x|+C}
{\displaystyle \int \!\sec {x}\,dx=\ln {\left|\sec {x}+\operatorname {tg} \,{x}\right|}+C}
{\displaystyle \int \!\csc {x}\,dx=-\ln {\left|\csc {x}+\operatorname {ctg} \,{x}\right|}+C}
{\displaystyle \int \!\sec ^{2}x\,dx=\int \!{dx \over \cos ^{2}x}=\operatorname {tg} \,x+C}
{\displaystyle \int \!\csc ^{2}x\,dx=\int \!{dx \over \sin ^{2}x}=-\operatorname {ctg} \,x+C}
{\displaystyle \int \!\sec {x}\,\operatorname {tg} \,{x}\,dx=\sec {x}+C}
{\displaystyle \int \!\csc {x}\,\operatorname {ctg} \,{x}\,dx=-\csc {x}+C}
{\displaystyle \int \!\sin ^{2}x\,dx={\frac {1}{2}}(x-\sin x\cos x)+C}
{\displaystyle \int \!\cos ^{2}x\,dx={\frac {1}{2}}(x+\sin x\cos x)+C}
{\displaystyle \int \!\sin ^{n}x\,dx=-{\frac {\sin ^{n-1}{x}\cos {x}}{n}}+{\frac {n-1}{n}}\int \!\sin ^{n-2}{x}\,dx,n\in \mathbb {N} ,n\geqslant 2}
{\displaystyle \int \!\cos ^{n}x\,dx={\frac {\cos ^{n-1}{x}\sin {x}}{n}}+{\frac {n-1}{n}}\int \!\cos ^{n-2}{x}\,dx,n\in \mathbb {N} ,n\geqslant 2}
{\displaystyle \int \!\operatorname {arctg} \,{x}\,dx=x\,\operatorname {arctg} \,{x}-{\frac {1}{2}}\ln {\left(1+x^{2}\right)}+C}

### Hàm hypebolic
{\displaystyle \int \operatorname {sh} \,x\,dx=\operatorname {ch} \,x+C}
{\displaystyle \int \operatorname {ch} \,x\,dx=\operatorname {sh} \,x+C}
{\displaystyle \int {\frac {dx}{\operatorname {ch} ^{2}\,x}}=\operatorname {th} \,x+C}
{\displaystyle \int {\frac {dx}{\operatorname {sh} ^{2}\,x}}=-\operatorname {cth} \,x+C}
{\displaystyle \int \operatorname {th} \,x\,dx=\ln |\operatorname {ch} \,x|+C}
{\displaystyle \int \operatorname {csch} \,x\,dx=\ln \left|\operatorname {th} \,{x \over 2}\right|+C}
{\displaystyle \int \operatorname {sech} \,x\,dx=\operatorname {arctg} \,(\operatorname {sh} \,x)+C}
ngoài ra {\displaystyle \int \operatorname {sech} \,x\,dx=2\,\operatorname {arctg} \,(e^{x})+C}
và {\displaystyle \int \operatorname {sech} \,x\,dx=2\,\operatorname {arctg} \,\left(\operatorname {th} \,{\frac {x}{2}}\right)+C}
{\displaystyle \int \operatorname {cth} \,x\,dx=\ln |\operatorname {sh} \,x|+C}
Chứng minh công thức {\displaystyle \int \operatorname {sech} \,x\,dx=\arctan(\operatorname {sh} \,x)+C} bằng cách lấy đạo hàm vế phải:
{\displaystyle \left(\operatorname {arctg} (\operatorname {sh} \,x\right)+C)'={\frac {\operatorname {ch} \,x}{\operatorname {sh} ^{2}\,x+1}}={\frac {\operatorname {ch} \,x}{\operatorname {ch} ^{2}\,x-1+1}}={\frac {1}{\operatorname {ch} \,x}}=\operatorname {sech} \,x}.
Chứng minh công thức {\displaystyle \int \operatorname {sech} \,x\,dx=2\operatorname {arctg} (e^{x})+C} bằng cách lấy đạo hàm vế phải:
{\displaystyle \left(2\operatorname {arctg} (e^{x})+C\right)'={\frac {2e^{x}}{e^{2x}+1}}={\frac {2}{e^{x}+e^{-x}}}={\frac {1}{\operatorname {ch} \,x}}=\operatorname {sech} \,x}.
Chứng minh công thức {\displaystyle \int \operatorname {sech} \,x\,dx=2\,\operatorname {arctg} \,\left(\operatorname {th} \,{\frac {x}{2}}\right)+C} bằng cách lấy đạo hàm vế phải:
{\displaystyle \left(2\,\operatorname {arctg} \,\left(\operatorname {th} \,{\frac {x}{2}}\right)+C\right)'={\frac {\operatorname {sech} ^{2}{\frac {x}{2}}}{\operatorname {th} ^{2}{\frac {x}{2}}+1}}={\frac {1}{\operatorname {sh} ^{2}{\frac {x}{2}}+\operatorname {ch} ^{2}{\frac {x}{2}}}}={\frac {1}{\operatorname {ch} \,x}}=\operatorname {sech} \,x}.

### Bảng tích phân
- Common Derivatives Integrals. Paul's Online Math Notes
- Math Major: Bảng tích phân Lưu trữ ngày 30 tháng 10 năm 2012 tại archive.today
- O'Brien, Francis J. Jr. "500 Integrals". Tích phân suy rộng của hàm mũ và lôgarit
- Mathar, Richard J. (2012). "Yet another table of integrals". arXiv:1207.5845.